# Karl Siegl
Karl Siegl, přesněji Carl Anton Siegl (6. listopadu 1851 v Jáchymově – 18. srpna 1943 v Chebu), byl česko-německý historik, městský archivář a ředitel muzea v Chebu.

## Život
Carl Anton Siegl se narodil v Jáchymově. Jeho otec Franz Siegel byl zednický mistr a později stavitel. Po absolvování obecné školy vystudoval gymnázium v Chebu a následně Právnickou fakultu v Praze. V roce 1874 nastoupil u Krajského soudu v Chebu. Ve své funkci soudního úředníka si získal několika procesy jméno a zúčastnil se také v roce 1881 jedné z posledních poprav v Chebu. V roce 1895 jej donutila závažná choroba odejít do předčasného důchodu. Ve stejném roce obdržel od chebského purkmistra nabídku na místo ředitele archivu, kterou po delším váhání přijal. Ve své nové funkci setrvat až do roku 1934. Za čtyřicet let svého působení uspořádal chebský archiv do vzorně přístupné a vědecky využitelné podoby. Zaregistroval velké množství historických listin, pořídil rejstříky středověkých knih a zkatalogizoval starou magistrátní knihovnu. Karl Siegl čerpal při své rozsáhlé vědecké a publikační činnosti z chebského archivu. Kromě větších děl napsal velké množství článků do nejrůznějších novin a časopisů. Tematikou byly takřka výhradně dějiny Chebu a Chebska.
Karl Siegel byl rovněž dlouhá léta ředitelem chebského muzea. Za jeho vedení doznalo muzeum mnoho pozitivních změn. Po odchodu do definitivní penze se ještě několik let věnoval vědecké činnosti. Zemřel v Chebu ve věku 92 let.